# Galeria Śluza
Galeria Śluza – placówka kulturalna i przestrzeń wystaw czasowych w Poznaniu, będąca częścią Poznańskiego Centrum Dziedzictwa. Galeria zlokalizowana jest w zabytkowym budynku zachodniego przyczółku dawnej Śluzy Katedralnej oraz w bezpośrednim sąsiedztwie rzeki Cybiny. Obiekt łączy się szklaną kładką z budynkiem Bramy Poznania. Wystawy prezentowane są od 2014 roku i dotyczą tematyki historycznej oraz artystycznej.

## Idea
Wystawy w Galerii Śluza koncentrują się wokół trzech filarów tematycznych: miasto, ludzie i środowisko. Miasto Poznań to główny punkt odniesienia. Autorzy wystaw przyglądają się miastu z różnych perspektyw: urbanistycznej, architektonicznej, infrastrukturalnej, historycznej i społecznej.
[...] miasto nie jest tworem anonimowym. Za jego kształtem i rozwojem zawsze stoją ludzie i ich potrzeby. Dlatego to ludzie stanowią drugi filar tematyczny Galerii Śluza. I to zarówno Ci z dalekiej przeszłości, jak i niezbyt odległych czasów, bohaterowie „wielkiej historii” i „zwykli mieszkańcy”. W obszarze naszych zainteresowań leży również środowisko. Ono także jest elementem naszego dziedzictwa [...] Wierzymy, że poprzez mówienie o przyrodzie, możemy kształtować postawę szacunku wobec niej oraz wzmacniać świadome podejście do jej ochrony.
Galeria Śluza ulokowana jest w bezpośrednim sąsiedztwie rzeki Cybiny. Przygotowywane wystawy opierają się na współpracy zespołu Galerii ze specjalistami merytorycznymi i artystami. Celem działalności Galerii jest także zbudowanie "stałej przestrzeni wymiany myśli i inspiracji".

## Historia budynku
Galeria Śluza zlokalizowana jest w historycznym budynku Śluzy Katedralnej. Obiekt ten był częścią Cytadeli Tumskiej, jednego z głównych dzieł Twierdzy Poznań. Śluza Katedralna (niem. Dom Schleuse), zwana także Jazem Katedralnym lub Tumskim, wzniesiona została w latach 1834-1839 i przebudowywana w drugiej połowie XIX wieku.
Kompleks składał się z dwóch ufortyfikowanych przyczółków (wschodniego i zachodniego) połączonych murowanym mostem. Głównym elementem Śluzy były drewniane zastawy służące do regulacji poziomu wody w rzece. W przypadku ataku, spiętrzenie wód Cybiny powodowało powstanie obszaru zalewowego i utrudnienie działań nieprzyjaciela. Budowla nie została nigdy wykorzystana w działaniach militarnych. Most wraz z przyczółkiem wschodnim rozebrano na początku lat 20. XX w. Likwidacja miała zapobiec m.in. samoistnym zalewom powodowanym przez dostającą się zimą między przęsła krę.
Zachowany przyczółek zachodni to nakryta nasypem ziemnym dwukondygnacyjna prostokątna budowla z 5 kazamatami na każdym z poziomów (0 i -1). Budynek pozbawiony funkcji militarnych służył w XX wieku jako przestrzeń mieszkalna, magazynowa oraz warsztat rzemieślniczy. W ramach realizacji projektu „Interaktywne Centrum Historii Ostrowa Tumskiego w Poznaniu – kolebki państwowości chrześcijaństwa w Polsce” dofinansowanego z funduszy Unii Europejskiej (w ramach działania 6.4 Programu Operacyjnego Innowacyjna Gospodarka 2007-2013) budynek został wyremontowany, dostosowany do potrzeb wystawienniczych oraz połączony szklaną kładką z nowoczesnym budynkiem Bramy Poznania.

## Wystawy
Od 2014 roku prezentowane są wystawy czasowe na temat wybranych aspektów historii Poznania. Ekspozycje są dostosowane merytorycznie do osób z niepełnosprawnościami. Obok wystawy tradycyjnych, Galeria oferuje także wystawy online.

## Galeria

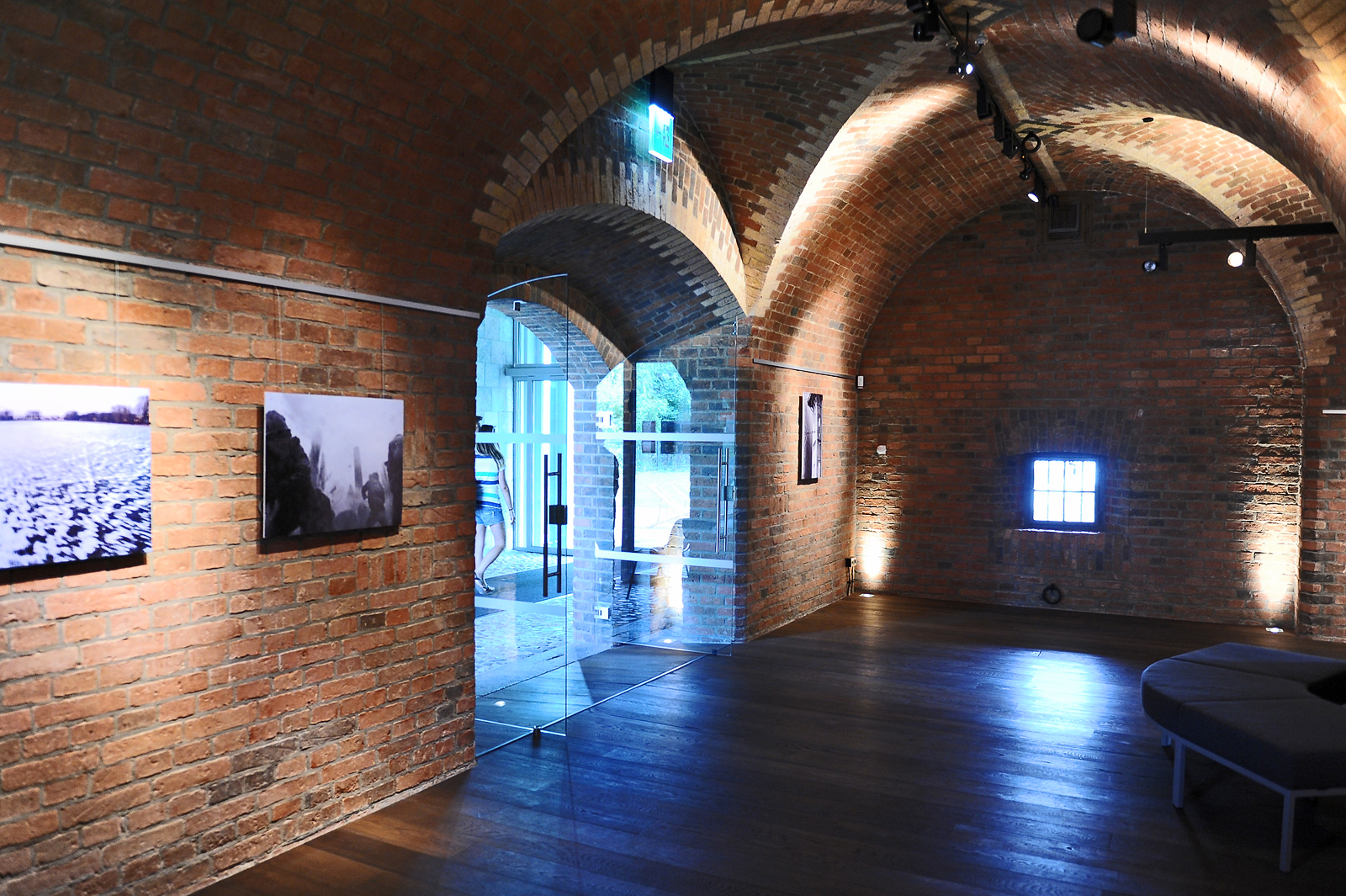
Wnętrze Galerii Śluza
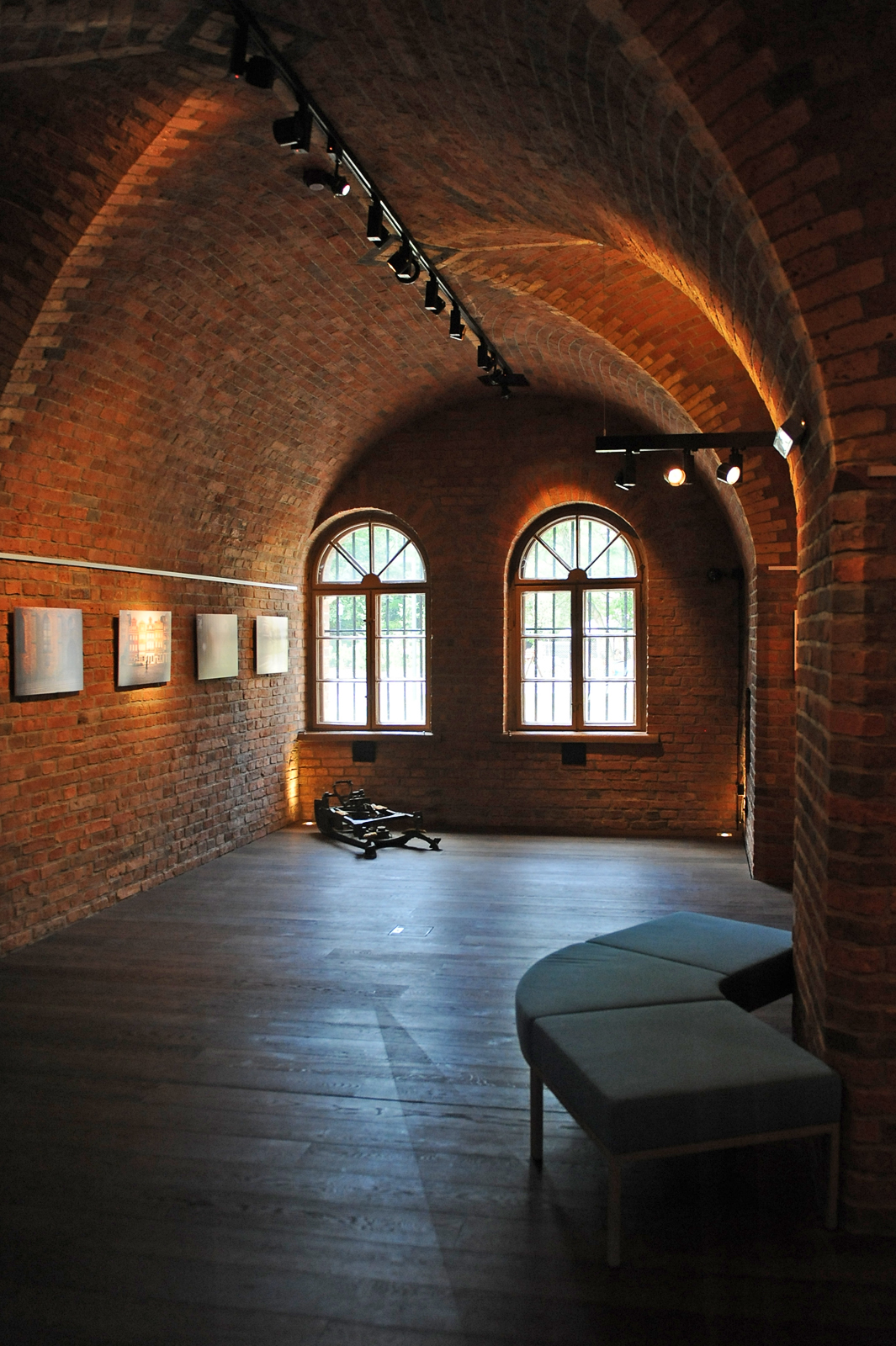
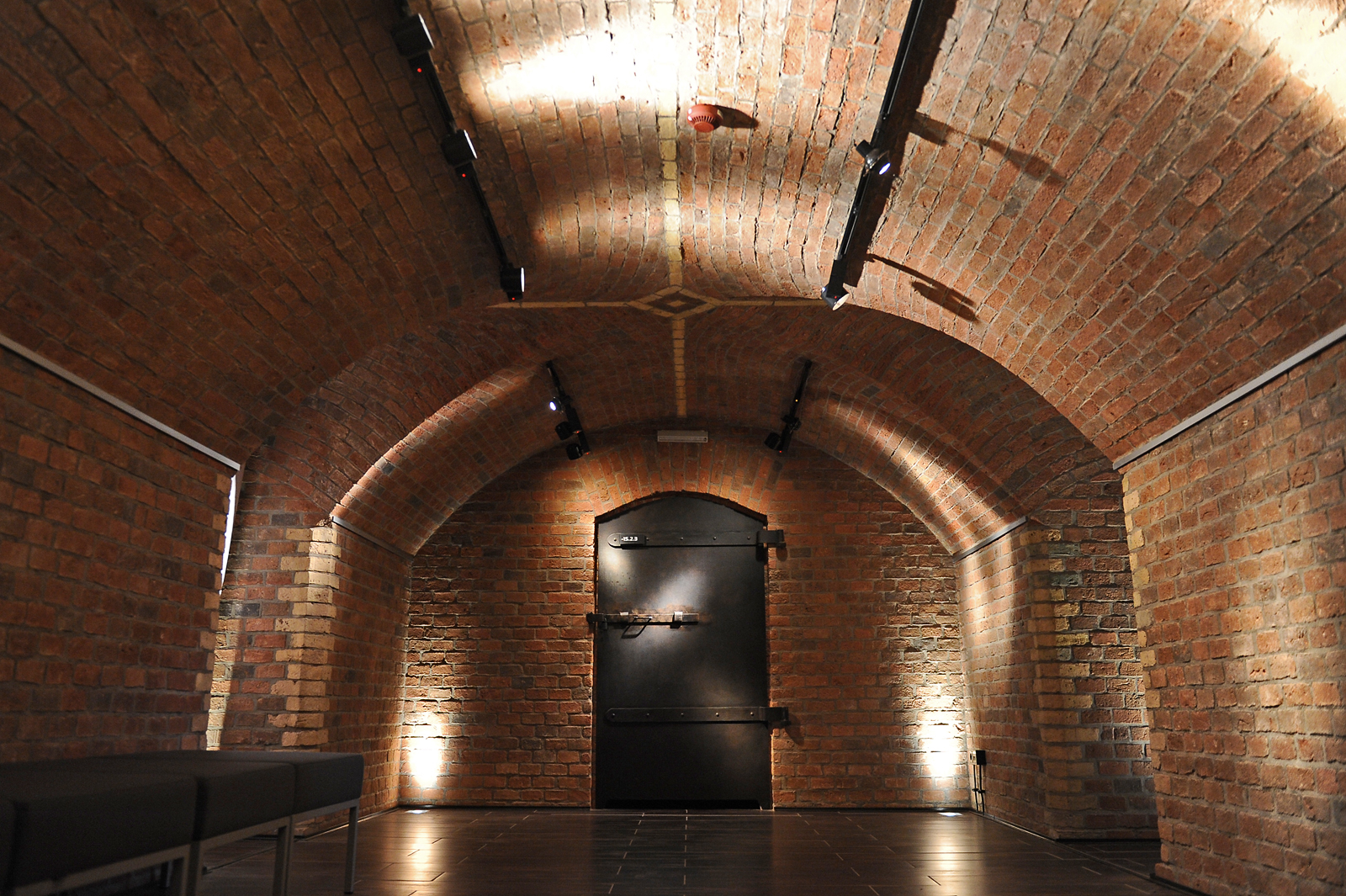
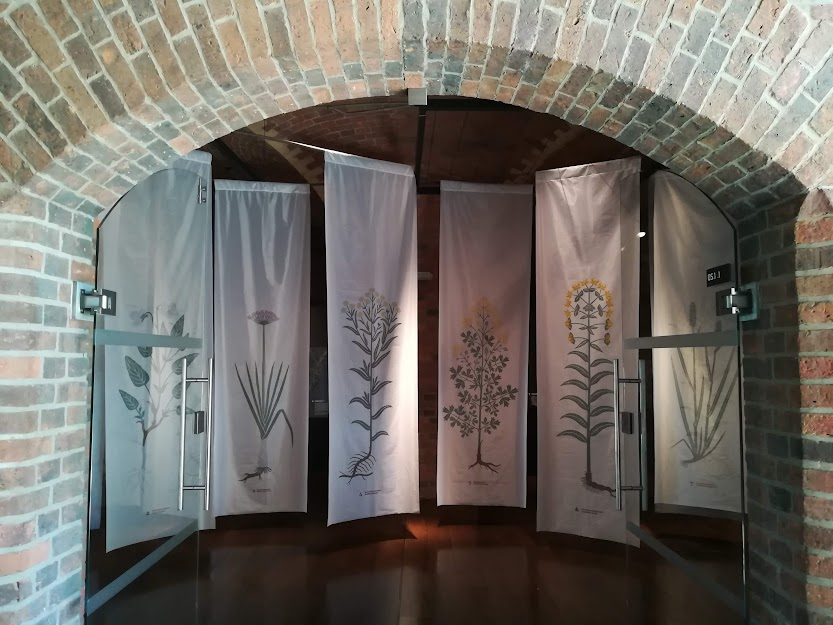
Wystawa czasowa "Rośliny Cybiny", 2018
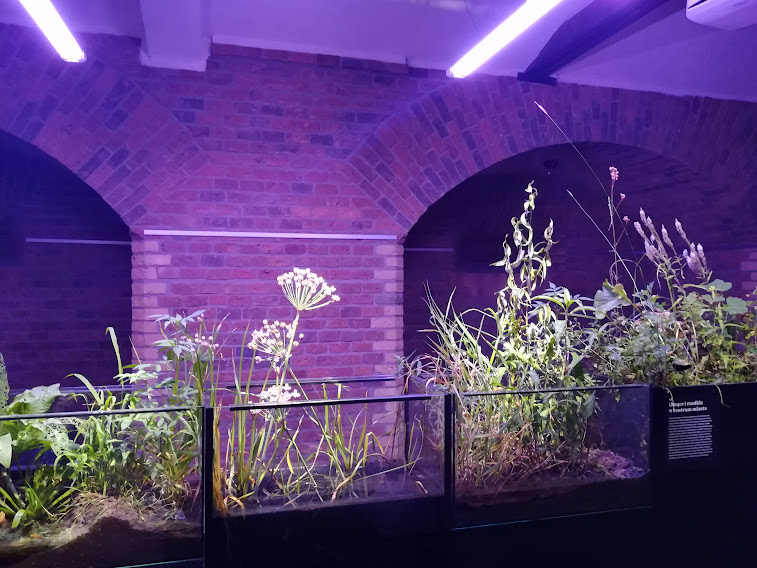
Wystawa czasowa "Rośliny Cybiny", 2018
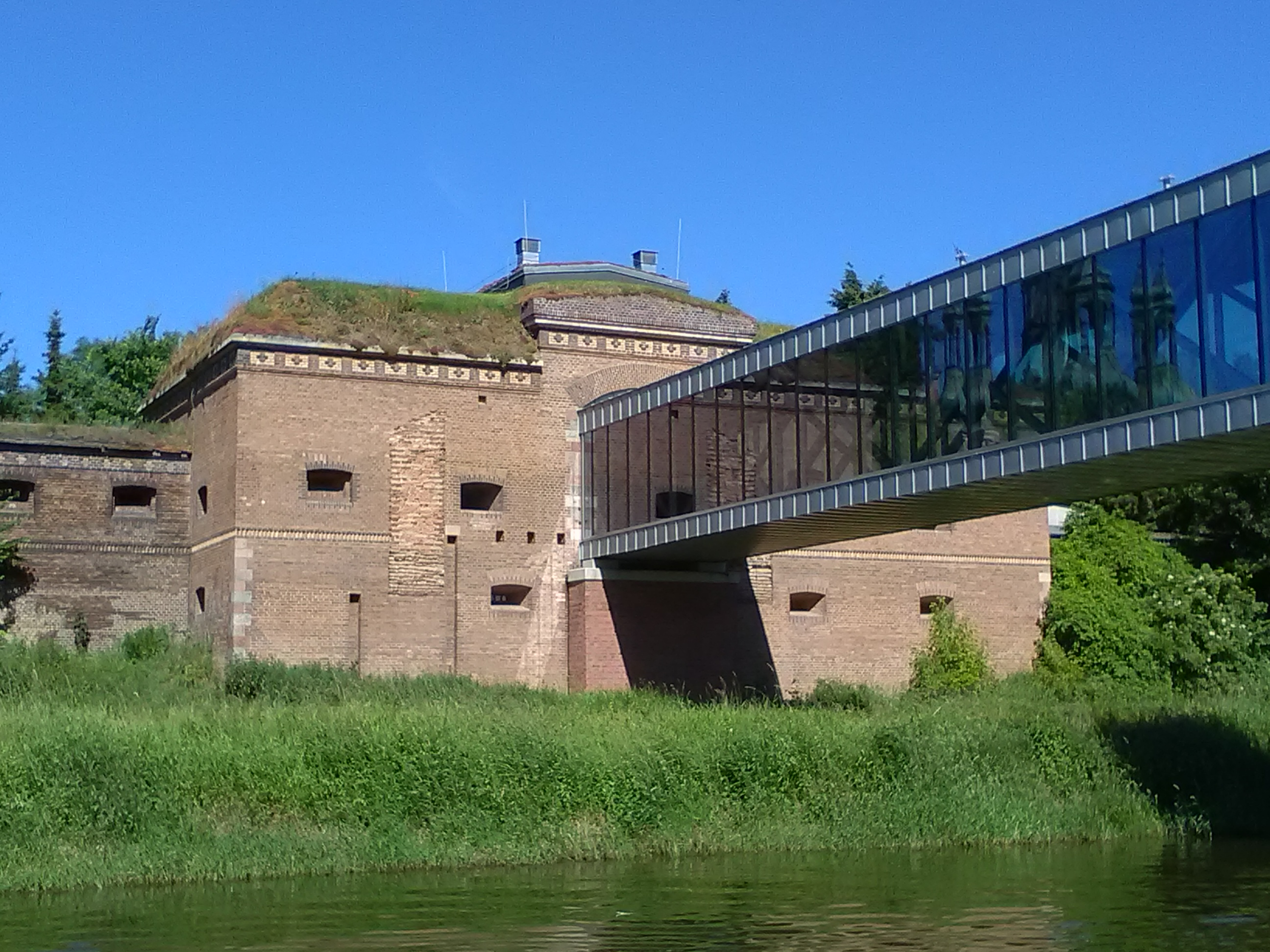
Budynek Galerii Śluza i kładka nad Cybiną